# Joe Krown
Joe Krown est un pianiste américain, basé à La Nouvelle-Orléans, en Louisiane. Il est connu pour sa longue carrière avec le groupe de Clarence "Gatemouth" Brown. En tant qu'artiste solo, il a joué dans plusieurs styles différents. Il joue généralement dans le style traditionnel de La Nouvelle-Orléans. Quand il joue avec son groupe le Combo Joe Krown Organ, le style est jazzy et funky.

## Discographie

### En tant que leader
- 1997: Just The Piano Just The Blues (STR Digital) solo piano
- 1999: Down & Dirty (STR Digital) Organ Combo
- 2000: Buckle Up (STR Digital)
- 2002: Funk Yard (STR Digital) Organ Combo
- 2003: New Orleans Piano Rolls (STR Digital) solo piano
- 2004: Sansone, Krown & Fohl (ShortStack)
- 2005: Livin' Large (Joe Krown) Organ Combo
- 2007: Old Friends (Independent) Joe Krown Trio
- 2008: Live at the Maple Leaf (Independent) with Wolfman Washington & Russell Batiste Jr.

### Association avec Luther "Guitar Jr." Johnson
- 1990: I Want to Groove with You (Bullseye Blues)

### Association avec Gatemouth Brown
- 1994: The Man (Verve/Gitanes)
- 1997: Gate Swings (Verve/Gitanes)
- 1999: American Music, Texas Style (Verve/Blues Thumb)
- 2001: Back to Bogalusa (Verve/Blues Thumb)
- 2003: Clarence "Gatemouth" Brown" in Concert (in-akustik - DVD)
- 2006: Carlos Santana Presents Blues at Montreux 2004 (RED Distribution - DVD)[6]

### Autres associations
- 1998: Bobby Charles / Secret of the Heart (Stony Plain)
- 2000: Kid Ramos / West Coast House Party (Evidence Music)
- 2003: Mathilda Jones / There's Something Inside Me and It's Called the Blues (Southland)
- 2004: Amanda Shaw / I'm Not A Bubble Gum Pop Princess (Little Fiddle Records)
- 2004: Bobby Charles / Last Train to Memphis (Rice 'n' Gravy)
- 2005: Juice / Hey Buddy (DJR)
- 2008: Bobby Charles / Homemade Songs (Rice 'n' Gravy)

## Télévision
Il apparaît dans son propre rôle dans la série HBO Treme.